# Elin Wägner

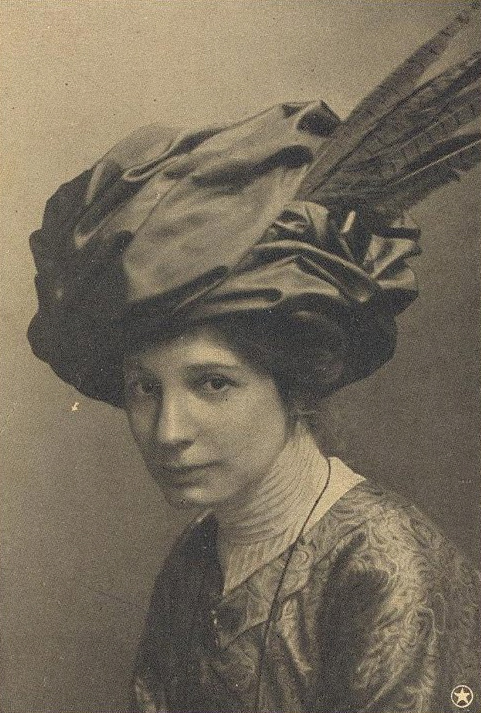
Elin Wägner rond 1910

Elin Matilda Elisabet Wägner (Lund, 16 mei 1882 – Rösås, 7 januari 1949) was een Zweeds schrijver, journalist, suffragette, Quaker en pacifist. Wägner wordt met Fredrika Bremer gezien als de invloedrijkste feminist van het eerste uur in Zweden. In 1944 werd zij verkozen tot lid van de Zweedse Academie (zetel 15).

## Biografie

### Jeugd
Elin Wägner was de dochter van Anna Ekedahl (1853–1885) en filosoof Sven Wägner (1844–1916). Haar vader was rector van de middelbare school in Lund (tegenwoordig het Spyken). Elin Wägners moeder overleed aan kraamvrouwenkoorts toen zij 3 jaar was. In 1888 hertrouwde haar vader en werd hij rector in Nyköping; in 1897 vervolgde hij zijn carrière in Helsingborg. Op laatstgenoemde school schreef Elin Wägner artikelen voor de schoolkrant. En zij won er in 1899 een prijs voor een kort verhaal, dat afgedrukt werd in de kinderkrant Linnéa. Sindsdien schreef zij onder pseudoniem recensies in de krant Helsingborgs-Posten, waar zij in 1903 een vaste aanstelling kreeg.

### Journalistiek en literatuur
Na een kortstondige liefdesaffaire, een verblijf in Londen en een  mislukte poging als freelance journalist te beginnen werkte Wägner vanaf december 1904 een poosje voor de krant Vårt Land. In de periode daarna kreeg zij een psychische inzinking, maar bleef ze schrijven, onder meer voor het vrouwenmagazine Idun en aan haar debuut Från det jordiska museet – een monografie, een door haarzelf geïllustreerde satirische verhalenbundel. Vanaf 1907 was zij redactieassistent bij Idun en schreef ze voor het weekblad Puck en de krant Dagens Nyheter. Haar eerste roman, Norrtullsligan, verscheen in 1908.
De journalistieke carrière van Wägner vorderde gestaag; haar reportages gaven weer dat zij ter plaatse en als ooggetuige werkte, hetgeen destijds vooruitstrevend en tamelijk ongebruikelijk was voor een vrouw. Na haar interviews met schrijver en feminist Ellen Key en met activist Signe Bergman bleef zij contact met hen houden en ging ze zich inzetten voor vrouwenkiesrecht in Zweden. Daarnaast vertegenwoordigde Wägner het volgende jaar de Zweedse vrouwenvredesbeweging op een internationaal congres in Londen. Haar ervaringen in haar werk, zowel als journalist als voor de vrouwenbeweging, beschreef zij in de positief ontvangen en goed verkopende roman Pennskaftet (1910).

### Huwelijk en vrouwenkiesrecht

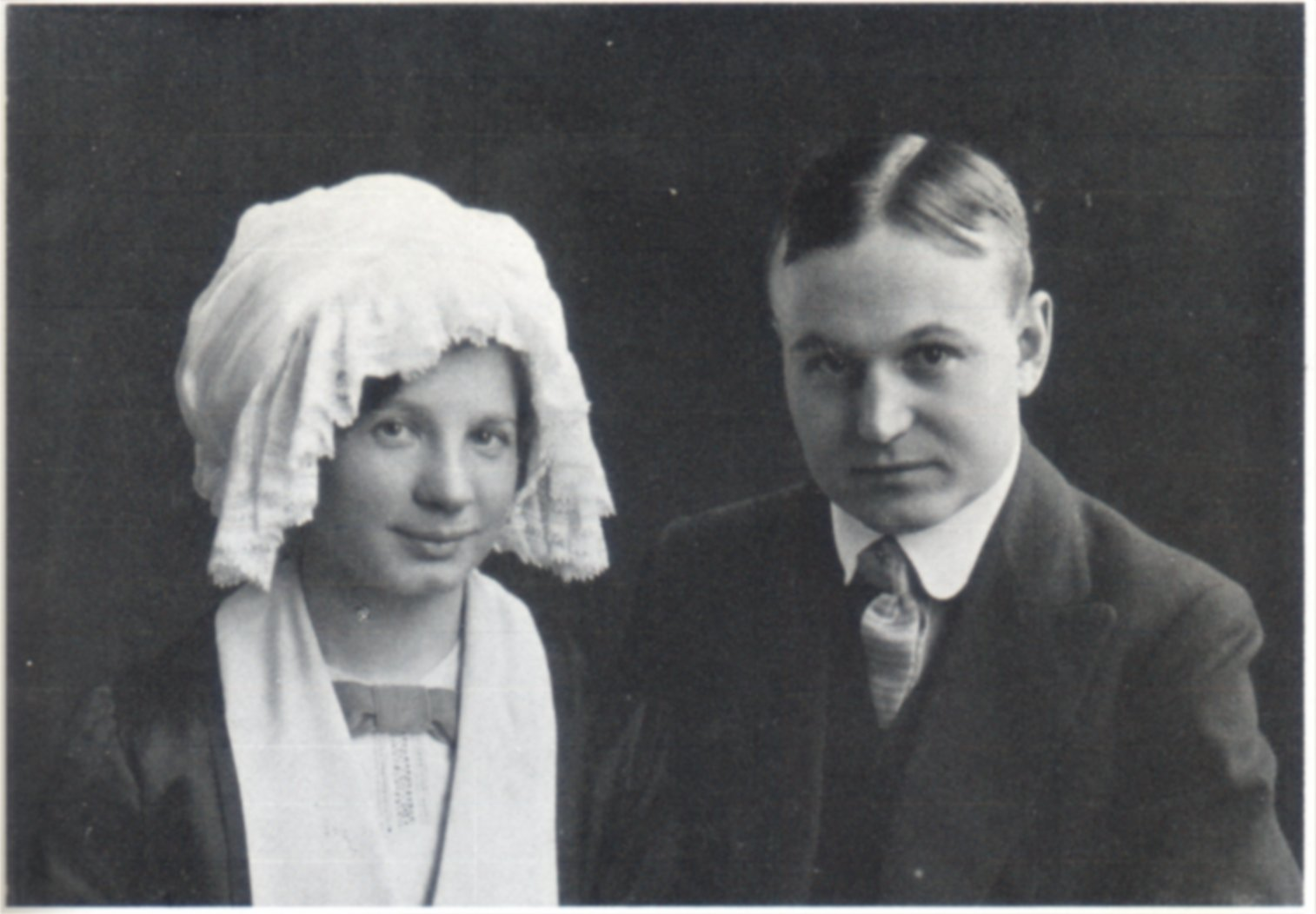
Elin Wägner met haar echtgenoot John Landquist (november 1910)

Haar huwelijk met filosoof en literatuurcriticus John Landquist in november 1910 stond haar journalistieke en literaire werk geenszins in de weg. Eerder dat jaar had zij hem gevraagd een artikel te schrijven over de dichter Gustaf Fröding en in de zomer hadden zij elkaar weer ontmoet in het kunstenaarsoord Arild.
In haar artikelen bracht Wägner de suffragettes Anna Howard Shaw en Rosika Schwimmer onder de aandacht en voor het hoofdpersonage in haar roman Helga Wisbeck (1913) liet zij zich inspireren door twee bekende medisch specialisten uit de Zweedse vrouwenbeweging.
Wägner was in maart 1914 mede-oprichter van de vereniging Frisinnade kvinnor (Vrijzinnige vrouwen). Aanstaand politicus Emilia Broomé werd voorzitter en Wägner secretaris. Deze vereniging stond gelijkheid aan mannen, internationale solidariteit en vrede voor en richtte haar pijlen op parlementsleden die tegen vrouwenkiesrecht stemden en op het (boeren)protest tegen de verlaging van het defensiebudget door premier Karl Staaff. Haar ontgoocheling over de uitbraak van de Eerste Wereldoorlog was dan ook groot; zij gaf dit weer in de novelle De eniga millionerna.
De oorlogstijd bracht ondanks Zwedens neutraliteit problemen voor Wägner met zich mee. Zij trok zich stapsgewijs terug uit het de journalistiek, waarmee ze vanaf 1916 stopte om zich hoofdzakelijk op haar proza te richten. Landquist en Wägner gingen separaat op vakantie. Vermoedelijk had de situatie omtrent Zweedse bijstand in de Finse burgeroorlog tot een fundamentele onenigheid tussen hen geleid. In december 1917 kreeg Landquist ontslag bij Dagens Nyheter vanwege zijn stellingname pro Finland; bovendien ondertekende hij een appèl voor wapenhulp aan Finland, hetgeen indruiste tegen Wägners pacifisme. Toen het echtpaar zich vanaf 1918 over Louise Brising ontfermde  – de weduwe van Landquists vriend kunstenaar Hans Brising – verschoven hun onderlinge verhoudingen en ontstond geleidelijk een situatie waarmee Wägner steeds meer moeite kreeg. Zij verliet Landquist in 1922; hij huwde Louise Brising drie jaar later.

### Vredesbeweging
Sinds zij had deelgenomen aan het in 1915 door de Internationale Vrouwenbond voor Vrede en Vrijheid (IVVV) in Den Haag georganiseerde Internationaal Congres van Vrouwen, had Wägner geen fiducie meer in de slagkracht van de vredes– en de suffragettesbeweging. Delegaties van deze vrouwenbond hadden naderhand hun eis om de oorlog onmiddellijk te beëindigen voorgelegd aan hun eigen regeringsleiders – hun voorstel is  overal terzijde geschoven. Vervolgens is de IVVV ten prooi gevallen aan interne ruzies.
Wägners volgende romans verwijzen slechts indirect naar deze teleurstelling; haar afkeer van oorlog spreekt daar wel stellig uit. Släkten Jerneploogs framgång (1916) is een satire, waarin het Zweden van 1914 is teruggebracht tot een metaforisch stadje, waarvan de bestuurders de hoofdpersoon ostentatief tegenwerken. Åsa-Hanna (Onkruid op Mellangard) (1918) schetst een moreel dilemma. Dit werk geldt als haar literaire doorbraak. Het is een historische roman – aanvankelijk als feuilleton gepubliceerd in Idun in de tweede helft van 1917 – waarin de belangrijkste economische ontwikkelingen in de tweede helft van de negentiende eeuw in Zweden op de voorgrond treden en man-vrouw-verhoudingen op de achtergrond steeds sterker uitkristaliseren.
Elin Wägner werd in 1919 mede-oprichter van de Zweedse tak van Save the Children en was betrokken bij de vorming van de internationale federatie van deze organisatie op een congres in Genève. In datzelfde jaar was zij ook mede-oprichter geweest van de Zweedse tak van de IVVV en reisde voor beide organisaties door voormalig Oostenrijk-Hongarije. Vanuit Wenen schreef ze vervolgens artikelen over de nood in de staten die na de oorlog als verliezers waren aangemerkt. Tevens werkte ze er aan de roman Den förödda vingården ('De verwoeste wijngaard'). Ook Från Seine, Rhen och Ruhr. Små historier från Europa uit 1923 handelt over deze zware periode.
Wägners belangrijkste contact hieromtrent was destijds de in Heidelberg woonachtige August Ritter von Eberlein, die probeerde bij te houden wat er in bezet gebied gebeurde. Via Von Eberlein ontving Wägner rapporten over de opmars van Franse troepen. In maart keerde het onderzoeksteam terug naar Zweden, maar de rest van het jaar reisde Wägner tussen Kopenhagen, Berlijn, Amsterdam en Londen om informatie over de situatie in het Rijnland te verspreiden. Terug in Stockholm nam zij de zorg over Giovanni op zich, de eenjarige zoon van haar broer Harald wiens partner niet in staat was voor de jongen te zorgen.

### Fogelstadgroep

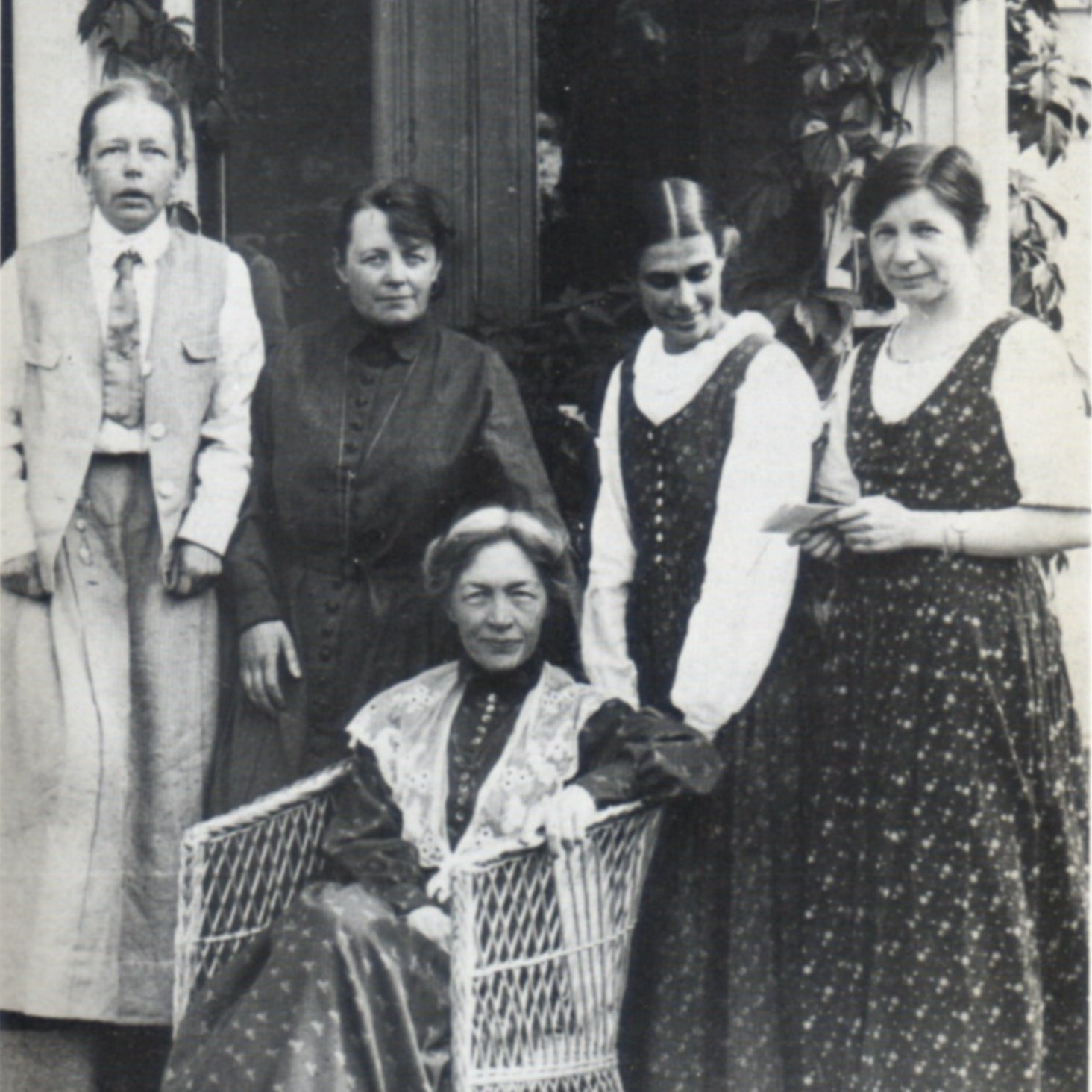
De Fogelstadgroep: vlnr. Elisabeth Tamm, Ada Nilsson, Kerstin Hesselgren, Honorine Hermelin en Elin Wägner.

Na haar scheiding was Wägner verhuisd naar landhuis Fogelstad bij Katrineholm, in bezit van Elisabeth Tamm. Wägner schreef daar Den namnlösa, een werk waarin invloeden van Fjodor Dostojevski en Søren Kierkegaard vallen te bespeuren; het handelt over de strijd tussen lust en plicht.
Voor het IVVV-congres in Den Haag in december 1922 reisde Wägner in opdracht samen met de Engelse Quaker Marion Fox door Saarland om verslag te doen van de situatie aldaar. Op 11 januari 1923 werd het Ruhrgebied bezet door Franse en Belgische troepen. Wägner schreef een roman over haar reis, De fem pärlorna (De vijf parels), waarin een vrouwelijke Quaker de maîtresse wordt van een verbannen verzetsstrijder. Het boek werd geen succes. In juni 1923 zette zij een punt achter haar vredeswerk. De levenshouding en –wijze van de Quakers had indruk op Wägner gemaakt.
Zweedse vrouwen hadden in 1919 kiesrecht gekregen. Parlementslid Elisabeth Tamm was de sleutelfiguur van een groep vrouwen die in Fogelstad onderwijs wilden volgen, onder meer om zich in de politiek te kunnen verdiepen. Naast Tamm bestond de kern van deze zogenaamde Fogelstadgroep uit Honorine Hermelin, Ada Nilsson, politicus Kerstin Hesselgren. De groep richtte in Fogelstad de Vrouwen Burgerschool op, gebaseerd op de Zweedse Folkhögskola. De eerste cursus werd gegeven in 1922 en vanaf 1925 kreeg het door hen opgezette curriculum regelmaat en een vast karakter. Tamm wilde tevens een politiek-cultureel vrouwentijdschrift beginnen met de naam Tidevarvet (Tijdperk). Nadat Wägner haar roman Silverforsen (1924) had afgerond, zegde zij in juli 1924 toe het hoofdredacteurschap op zich te nemen.

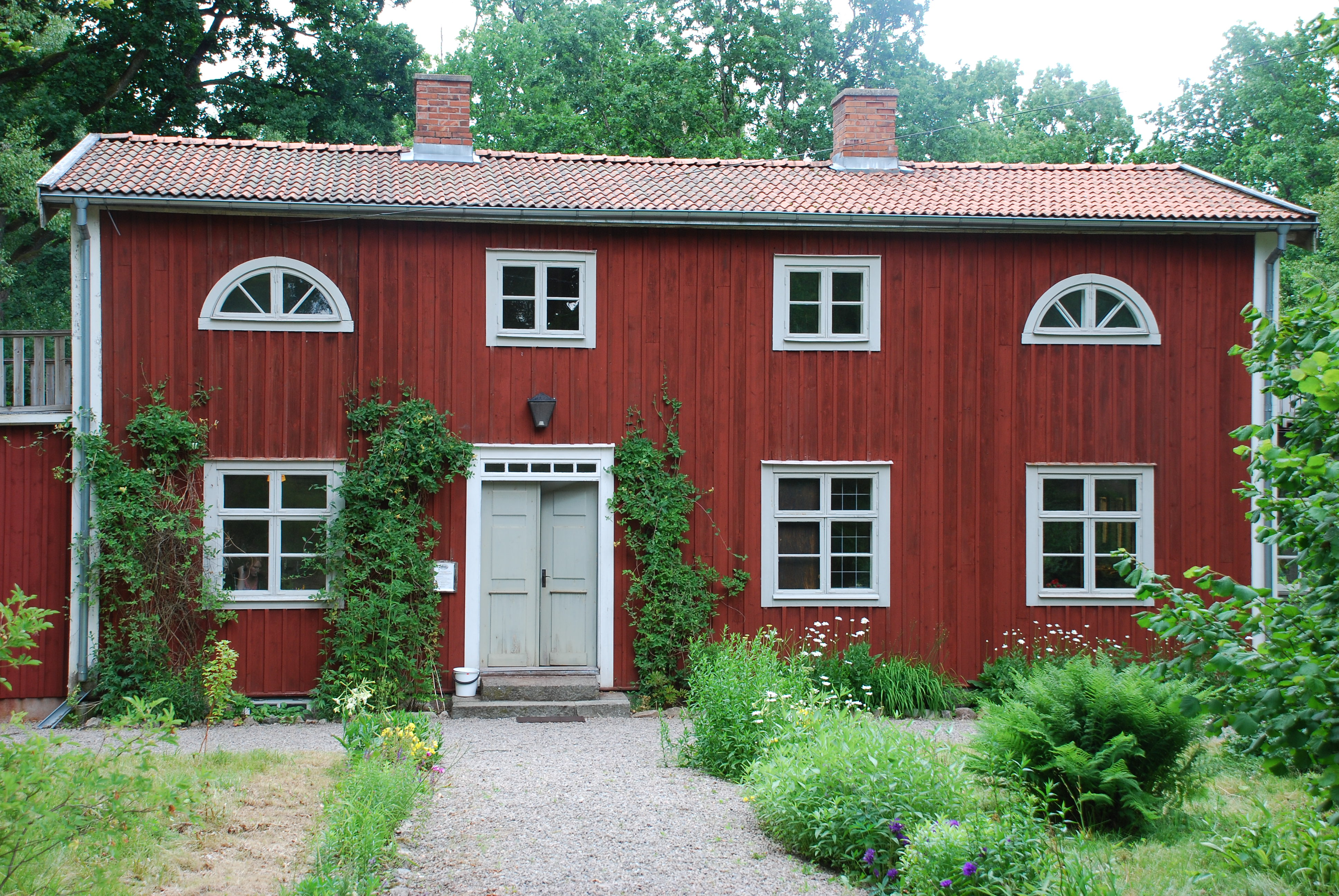
Wägners zomerhuis ‘Lilla Björka’ in Bergs socken

Aan het tijdschrift werkten verder theoloog Emilia Fogelklou, advocaat Eva Andén, auteur Frida Stéenhoff, literatuurcriticus Klara Johanson, Kerstin Hesselgren en Elisabeth Tamm mee. Wägner zelf schreef artikelen over cultuur en over pacifisme, daarnaast verzorgde zij feuilletons met haar korte verhalen. In die tijd debuteerde Moa Martinson in dit tijdschrift. Wägner bleef hoofdredacteur van Tidevarvet tot eind 1927. Een geschil tussen haar en uitgever Ada Nilsson, mede rond Wägners verblijf in haar eigen huis Lilla Björka, deden haar besluiten de functie op te geven. Ook haar verbroken relatie met schrijver en dichter Sigfrid Siwertz speelde hierin een rol.
Sigfrid Siwertz was een mede-student geweest van John Landquist. Hoewel hun relatie twee jaar duurde, zullen zij weinig tijd met elkaar hebben doorgebracht, doordat Wägner begin 1925 in Parijs voor haar terminaal zieke broer Harald ging zorgen. Bovendien ontfermde zij zich vervolgens, naast haar hoofdredacteurschap, over diens kinderen. Siwertz reisde later dat jaar zes maanden door Afrika. In december 1926 beëindigde hij de relatie met een brief. Siwertz verwerkte hun relatie in zijn roman Jonas och draken (1928). Wägner grijpt er in Svalorna flyga högt (1929), Genomskådad (1937),  Hemlighetsfull (1938) en Glasberget (1952) op terug.

### Feminisme
Aan het begin van de jaren dertig entameerde Wägner opnieuw de positie van vrouwen. Zij steunde daarbij op bijdragen aan deze discussie van de Finse feminist Hagar Olsson, die opriep tot een herinrichting van de samenleving, Mathilde Vaertings Männerstaat und Frauenstaat, Mütter und Amazonen van Bertha Diener en Das Mutterrecht van Johann Jakob Bachofen.
Al ruim voor haar echtscheiding voerde Wägner in haar romans veelal (daad)krachtige vrouwen op, die een kardinale rol speelden op het platteland van Småland. Daarbij schreef zij in diverse boeken over de eigenheid van vrouwen en sluimerde op de achtergrond de idee van een vergeten vrouwenverhaal. In Dialogen fortsätter (1932) stelde Wägner terloops vragen over een zwangerschapsuitkering, abortus, een geboortetekort en vrede.
In haar meesterwerk, het non-fictieboek Väckarklocka (Wekker; 1941), liet Wägner een matriarchale samenleving uit de Griekse oudheid contrasteren met de machteloze vrouw in de moderne samenleving van het Interbellum, die zich gedwongen voelde aan de lopende band of achter machines in de fabriek te gaan werken en voor wie vrouwenkiesrecht geen verbetering had weten te brengen. Wägner meende tevens het risico op oorlog te kunnen reduceren met een grotere machtsinvloed van vrouwen, want dictaturen en democratieën, militarisme en mannelijke macht vernietigden volgens haar oudere culturen. Haar huldiging van het matriarchaat van het oude Kreta, leverde Wägner de kritiek op zich te baseren op verouderde theorieën van Bachofen. Maar zij gebruikte het matriarchaat als een utopische metafoor.
Bibi Jonsson classificeert Väckarklocka als een ecofeministisch werk avant-la-lettre. Wellicht is het haar invloedrijkste boek, waarin zij onder meer ook de basisbehoeften van de mensheid als uitgangspunt voor verbeteringen benoemde: schoon water, niet-verontreinigde lucht en bodem. Beïnvloed door John Steinbecks roman Grapes of Wrath stelde zij de nog steeds actuele vraag: Onder welke omstandigheden zijn goederen geproduceerd, onder welke condities hebben de werknemers geleefd? En wat de milieubedreigingen betreft: "De mens heeft het evenwicht van de natuur verstoord en gedraagt zich nu als een plaag." Volgens Wägner is bovendien vrijheid van meningsuiting het grootste goed, hetgeen in het Europa van 1941 niet aan de orde was.
Dit werk wordt nog steeds herdrukt. Hoewel het gedateerd is en er consensus heerst over diverse punten van kritiek, verbaast de scherpte ervan hedendaagse lezers. Op alle fronten was de hoofdboodschap van het boek: Volg anderen niet klakkeloos. "Denk zelf na".

### Tweede Wereldoorlog

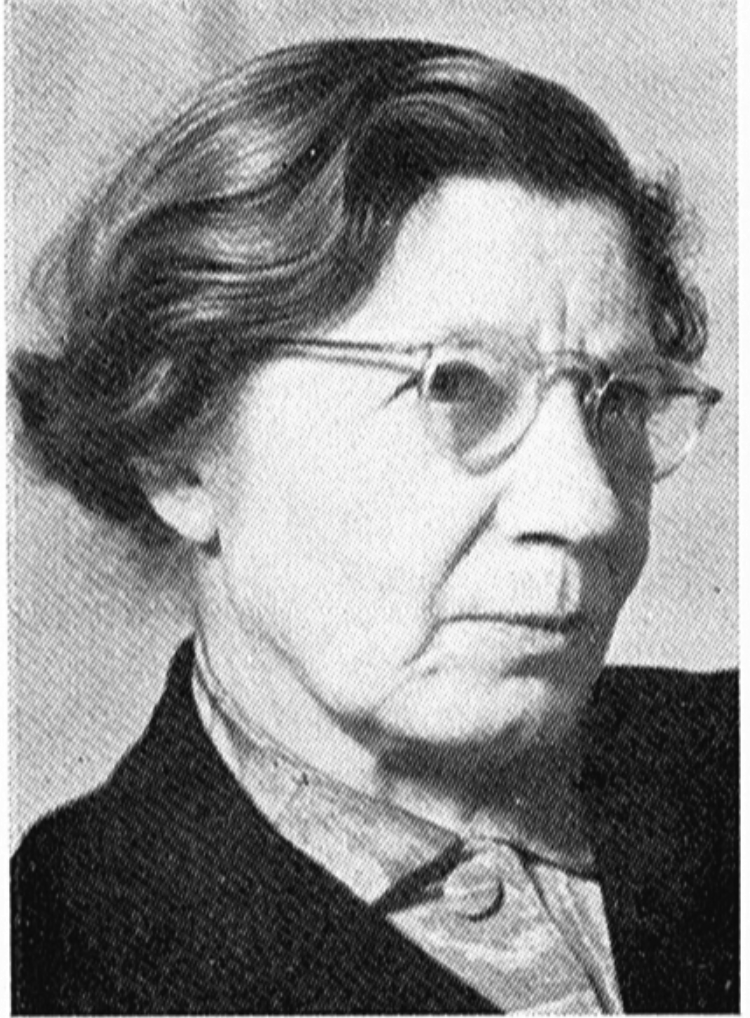
Wägner in januari 1940

Op grond van haar ervaringen in Duitsland waarschuwde Wägner in haar boeken en lezingen regelmatig voor Duitse wrok, die in de jaren dertig steeds explicietere vormen aannam met de opkomst van het nazisme. Schrijver en kunstenaar Amelie Posse deed in 1935 in Tidevarvet een oproep om actie te voeren tegen de dreigende oorlog. Wägner stelde daarop voor zich niet alleen tegen wapengebruik te verzetten, maar tevens te weigeren om gasmaskers of schuilkelders te benutten, vanwege de absurditeit van die middelen.
Een delegatie van de vrouwenbond, bestaande uit Wägner, Andrea Andreen en Ada Nilsson, legde in september 1935 een pamflet voor aan de Vergadering van de Volkenbond in Genève. Voorzitter Edvard Beneš hoorde hen slechts beleefd aan. Door deze tegenslag verzandde Wägner in een depressie. Zij putte steun uit haar religieuze overtuigingen en werd lid van het Religieus Genootschap der Vrienden, beter bekend als de Quakers.

### Zweedse Academie
Een bijdrage die Wägner op verzoek van uitgever Tor Bonnier schreef ter herdenking van de in 1940 overleden schrijver Selma Lagerlöf, kreeg al snel het karakter van een complete biografie. Wägner had toegang tot Lagerlöfs correspondentie en rondde de twee boekwerken in 1943 af. De recensies over Selma Lagerlöf I en II, onder meer van Fredrik Böök en van permanent secretaris van de Zweedse Academie Anders Österling, waren lovend.
Toen de filosoof Hans Larsson in februari 1944 overleed, kwam zetel nummer 15 bij de Zweedse Academie vrij. Wägner werd in mei van dat jaar verkozen als zijn opvolger en was daarmee, na Selma Lagerlöf, de tweede vrouw met een zetel in de Academie. Zij nam een progressieve houding aan in de Academie. Op haar instigatie, bijvoorbeeld, ontving Gabriela Mistral in 1945 de Nobelprijs voor Literatuur.

### Nadagen

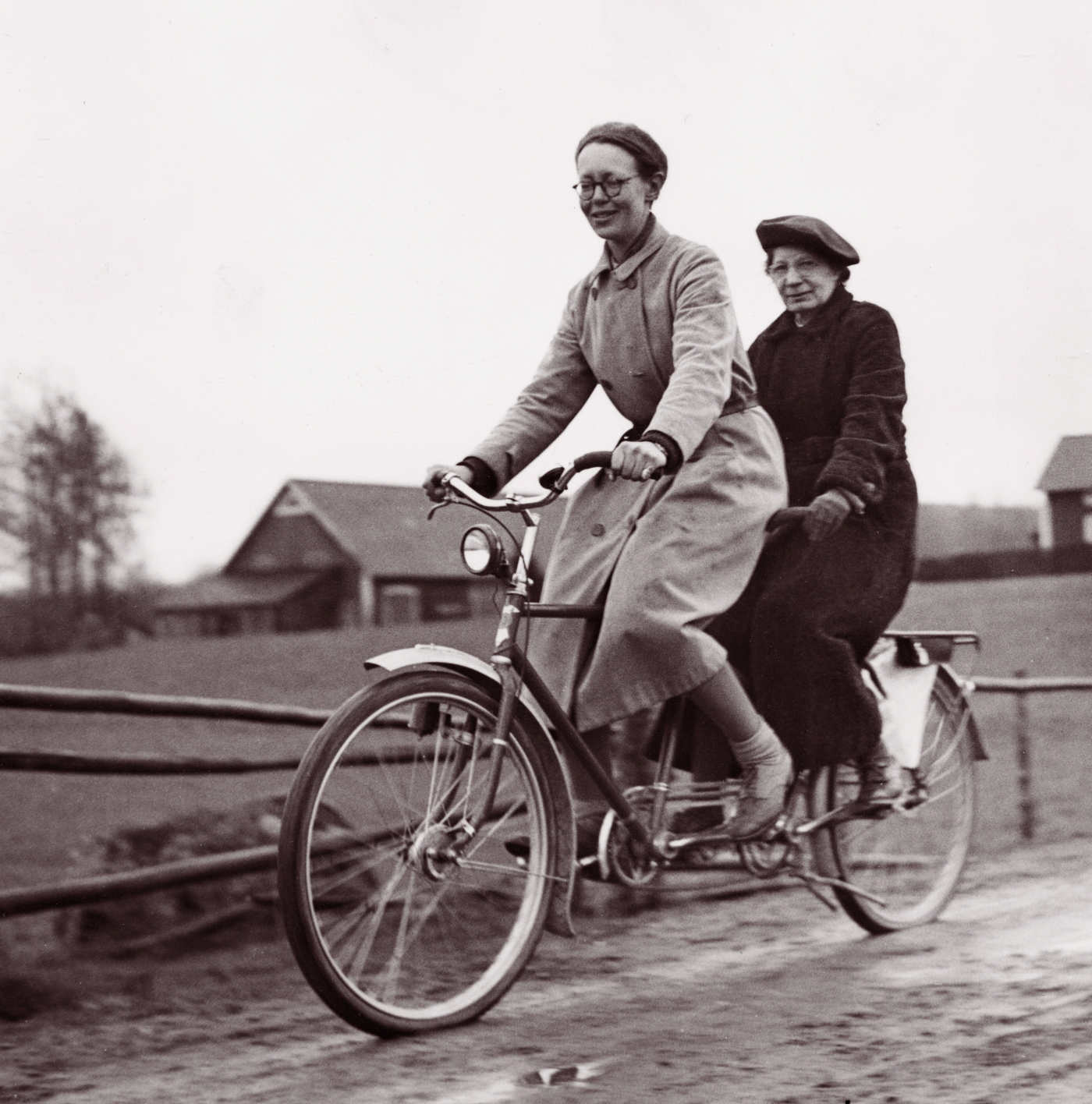
Elin Wägner doorkruiste Småland op de tandem met Flory Gate

De historische roman Vinden vände bladen (1947) zou Wägners laatste roman blijken. Dit werk kreeg positieve recensies en verkocht goed. Door maagproblemen kon zij de opdracht voor een monografie over Fredrika Bremer niet  afmaken. Klinisch onderzoek toonde maagkanker bij haar aan, die was uitgezaaid. Haar laatste maanden bracht zij door bij haar vriendin Flory Gate in Rösås, waar Wägner in januari 1949 overleed. Zij is begraven bij haar moeder en haar broer, op de begraafplaats Norra in Lund.
Elin Wägners nagelaten geschriften maken onderdeel uit van de collectie vrouwengeschiedenis van de Universiteit van Göteborg. Flory Gate nam in 1990 het initiatief tot de oprichting van het Elin Wägner-gezelschap, dat in 1994 Lilla Björka kocht.

## Prijzen en lidmaatschappen
In 1923 won Wägner de De Nios Stora-prijs. Deze prijs werd toegekend door de Zweedse litteraire academie Samfundet De Nio, die Wägner in 1937 tot lid verkoos op zetel nummer 2. Zeven jaar later is zij ook verkozen tot lid van de Zweedse Academie.

## Werken (selectie)
- Norrtullsligan (1908)
- Pennskaftet (1910)
- Helga Wisbeck (1913)
- Camillas äktenskap (1915)

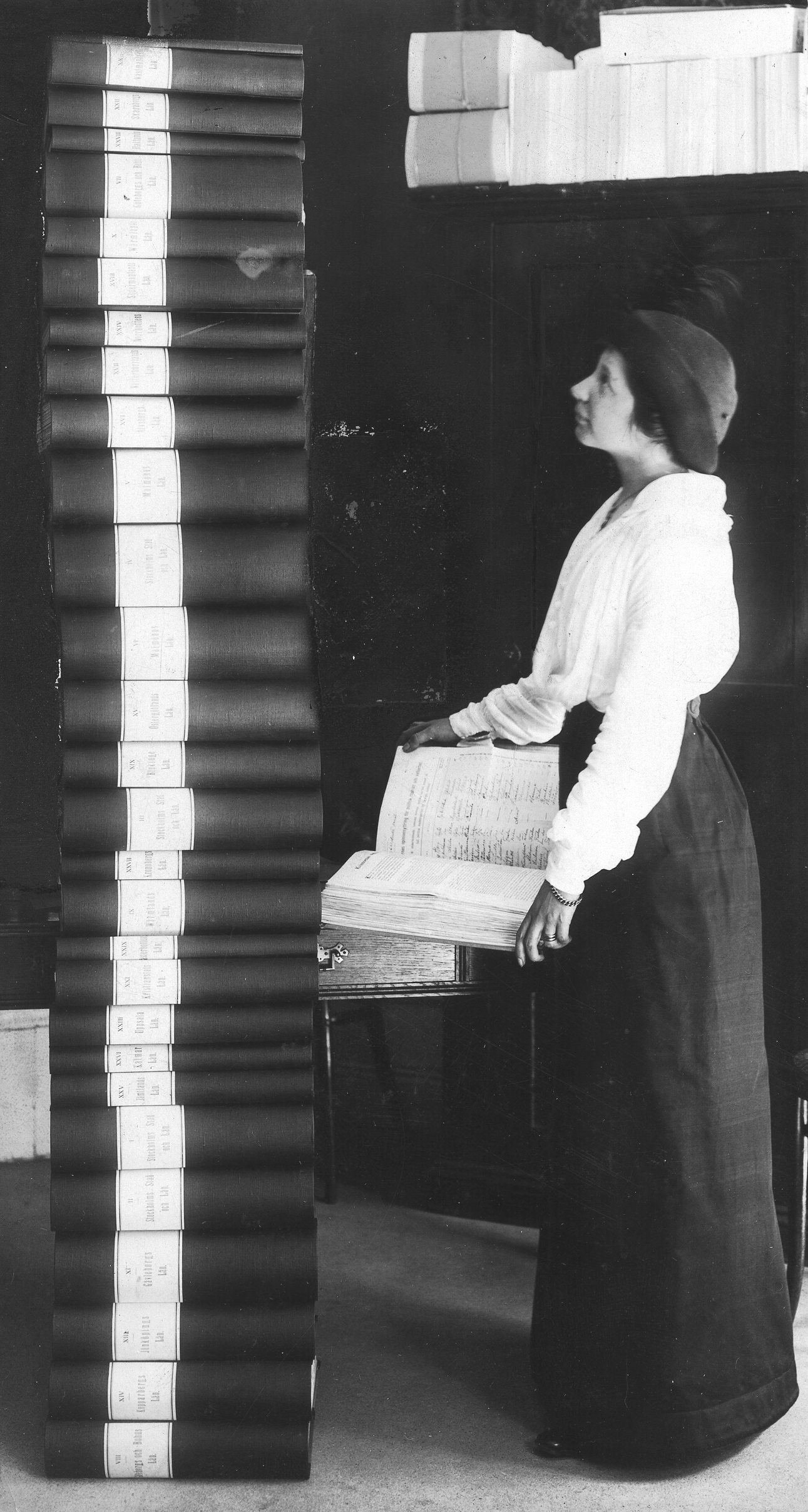
Elin Wägner voor de stapel banden met ruim 350 000 ingezamelde handtekeningen pro vrouwenkiesrecht (1914)

  - Camilla's huwelijk (D. Logeman-van der Willigen: Utrecht, 1916)
- Släkten Jerneplogs framgång (1916)
- Åsa-Hanna (1918)
  - Onkruid op Mellangard (Den Haag: J.N. Voorhoeve, 1958)
- Den förödda vingården (1920)
- Den namnlösa (1922)
- Från Seine, Rhen och Ruhr. Små historier från Europa (1923)
- Silverforsen (1924)
- De fem pärlorna (1927)
- Svalorna flyga högt (1929)
- Dialogen fortsätter (1932)
- Vändkorset (1934)
- Genomskådad (1937)
- Hemlighetsfull (1938)
- Väckarklocka (1941)
- Selma Lagerlöf I (1942)
- Selma Lagerlöf II (1943)
- Hans Larsson (1944)
- Glasberget (1952)[39]

## Verder lezen
- (sv) Isaksson, Ulla, Linder, Erik Hjalmar (1977). Elin Wägner. Amason med två bröst. 1882–1922. Bonniers, Stockholm. ISBN 91-0-041743-2.
- (sv) Isaksson, Ulla, Linder, Erik Hjalmar (1980). Elin Wägner. Dotter av moder jord. 1922–1949. Bonniers, Stockholm. ISBN 91-0-044977-6.
- (sv) Knutson, Ulrika (2020). Den besvärliga Elin Wägner. Historiska Media, Lund. ISBN 9789177890102.